# Reestruturação cognitiva
Reestruturação cognitiva é um processo psicoterapêutico de aprender a identificar e contestar pensamentos irracionais ou não-adaptativos conhecidos como  distorções cognitivas, tais como clivagem, pensamento mágico, filtragem, excesso de generalização, magnificação, e raciocínio emocional, que são comumente associados com muitos distúrbios de saúde mental. Reestruturação cognitiva (RC) aplica muitas estratégias, tais como Questionamento Socrático, gravação pensamento e imaginação guiada, e é usado em muitos tipos de terapias, incluindo a terapia cognitivo-comportamental e terapia racional emotiva (TRE). Vários estudos demonstraram a eficácia considerável na utilização de terapias baseadas em RC.

## Visão geral
A reestruturação cognitiva envolve quatro etapas:
1. Identificação das cognições problemáticos conhecidos como "pensamentos automáticos" (PA) que são vistas disfuncionais ou negativos do próprio, do  mundo, ou do futuro com base em crenças já existentes sobre si mesmo, do mundo, ou o futuro[1]
2. Identificação das distorções cognitivas nos PAs
3. Disputa racional dos PAs com o método socrático
4. Desenvolvimento de uma refutação racional para o PAs